# Collège américain de Grèce
Le Collège américain de Grèce est une université privée fondée en 1875 à Smyrne en Asie mineure par des missionnaires chrétiens américains. Il est considéré comme la plus grande institution d’enseignement américain en dehors des États-Unis.